# 秋田オーパ
秋田オーパ（あきたオーパ、英: Akita OPA）は、秋田市千秋久保田町に所在するイオンモール株式会社が運営するファッションビルである。

## 歴史

### ジャスコ秋田店を核テナントとして開業
地元企業のなかよしが、秋田駅前に地下1階、地上8階建ての「なかよしビル（正式名称：なかよしターミナルビル）」を建設し、1974年（昭和49年）5月、ジャスコの県進出第1号店として「ジャスコ秋田店」が核テナントとして入りオープンした。秋田店は開店後数年間は県下一番店として繁栄を極めた。

### パレドゥーに
その後、秋田市には1980年（昭和55年）にイトーヨーカ堂、81年にダイエー、85年には本金西武が出揃い全国でも有数の激戦地区となった。パイの奪い合いが続く中で業績が低迷したジャスコ秋田店は、抜本的な対策が迫られ、85年11月、ファッションビルの「パレドゥー」に業態転換した。
パレドゥーとは、フランス語で2つの城を意味し、従来からの地元密着の商売を生かしながら、新たに外部（東京）情報を積極的に取り入れた店作りを試み、キャラクターブランドの導入により、ファッションのキーステーションを目指すことになった。

### 秋田フォーラスに
しかし、GMSから新業態へのテストケースとして注目されたパレドゥーであったが、初期投資の重さから黒字転換に至らず、1987年（昭和62年）12月に20歳代の若者をターゲットにした専門店「秋田フォーラス」に再度業態変更が図られた。
ジャスコ時代からフォーラス移行後に至るまで、ビルオーナーだったなかよしの食料品売り場が地下1階にあったが、後年、ファッションビル化を更に進めるため撤退し、タワーレコードなどが代わって出店した。
2007年（平成19年）6月、なかよしが建物をアスコットに売却した。このため名称も秋田フォーラスビルに改められるが、後にアスコットはビルを売却。現在はすぐる不動産が建物を所有している。また、2009年10月には掲げられていた「NAKAYOSHI」ロゴが撤去された。

### 秋田オーパに
築43年が経過し老朽化した建物で営業していた秋田フォーラスは、「要緊急安全確認大規模建築物」に該当し、2017年（平成29年）12月末を期限とする耐震診断結果の公表義務を負っていた。また、耐震補強以外にも漏水や美観さらにはテナント構成の陳腐化による空床の問題のほか、秋田駅前地区の衰退などもあり、建物所用者のすぐる不動産と借主のOPAは、撤退か再生かを迫られていた。
両社は当初建て替えを検討したが、それでは既存不適格によって、維持されていた約230%の容積が削減され、秋田の市場ではテナント賃料で事業費の回収が困難であると試算された。これを踏まえ、両社は耐震補強を含む再生「リファイニング工事」の選択によって建物を再生する方針を決定した。
2017年（平成29年）2月26日、秋田フォーラスは閉店し、リファイニング工事に入り、10月28日に「秋田オーパ」としてリニューアルオープンした。
秋田オーパは1階から4階までを吹き抜けにして、エントランスを中心に秋田杉を多用したほか、1階にイベントに使用可能な「まちの交流場」も設けた。テナントは57店が入る。メインターゲットは20、30代の女性としつつ、客層を広げるためにアパレルの比率をフォーラス時代の7割から4割まで落とし、雑貨やカフェの充実を図った。

### イオングループ開業50周年
2024年（令和6年）、イオングループが秋田に開業して50周年を迎えた。これは、1974年（昭和49年）に旧なかよしビルに「ジャスコ秋田店」がグループとして初出店。その後、グループ各社が多数の店舗を秋田に展開していった。これを記念して、秋田に進出しているイオンモール、イオン東北、イオンスーパーセンター、サンデー、イオンフィナンシャルサービス、イオンタウンが合同で、10月11日から14日の4日間、「あ!イオン50周年記念セール」を開催した。

### 運営会社
1987年（昭和62年）2月、運営は当時のジャスコ青森秋田事業部から、組織改正で発足したジャスコフォーラス事業部に移管となった。
2008年（平成20年）8月21日から運営は、イオンリテールフォーラス事業部、11年3月1日からは同社内に新設されたビブレ・フォーラス事業本部の傘下に置かれた。16年3月1日、同本部はイオンリテールからOPAに移管され、秋田フォーラスの閉店までOPAが運営していた。
秋田オーパとなってからは、当初からOPAが運営していたが、2021年（令和3年）3月1日にOPAからイオンモールに運営が移管された。

## 沿革
- 1974年（昭和49年）5月31日 - 「ジャスコ秋田店」開店[15]。
- 1985年（昭和60年）11月22日 - 「パレドゥー」として全館新装開店[16]。
- 1987年（昭和62年）12月4日 - 「秋田フォーラス」として全館新装開店[17]。
- 1989年（平成元年）1月8日 - 昭和天皇崩御に伴い、予定されていた「モーニング・ムーン・スタジオ」でのアマチュアバンドのコンサートが1月15日に変更[18]。
- 1997年（平成9年）3月 - 「タワーレコード秋田フォーラス店」オープン[19]。
- 2007年（平成19年）6月 - なかよしがアスコットに建物を売却。
- 2009年（平成21年）7月30日 - 建物設置者が、すぐる不動産となる[20]。
- 2014年（平成26年) 3月7日 - 「シネマパレ」が「週末名画座シネマパレ」としてリニューアルオープン[21][22]。
- 2016年（平成28年）
  - 3月1日 - 運営会社がイオンリテール株式会社から株式会社OPAへ変更。
  - 11月2日 - オーパへリニューアルすることが発表[23]。
- 2017年（平成29年）
  - 2月26日 - 「秋田フォーラス」閉店[24]。
  - 10月28日 - 「秋田オーパ」として全館新装開店[25]。
- 2019年（平成31年/令和元年）2月22日 - 翌年1月26日までの期間限定で、1階に「東急ハンズトラックマーケット秋田オーパ店」オープン[26]。
- 2020年（令和2年）
  - 4月11日 - テナント従業員が新型コロナウイルスに感染したとして、全館消毒・清掃作業のため臨時休業[27]。
  - 4月12日 - 営業を再開[28]。
  - 4月18日 - 新型コロナウイルスの感染拡大に伴う、政府の緊急事態宣言全国拡大を受け、当面の間、「秋田オーパ」が臨時休業[29]。
  - 5月15日 - 営業時間を短縮して再開[30]。1階に厳選食品とワインなどを販売する「クレタ・エス」がオープン[30][31]。
  - 5月21日 - 3階に「H&M秋田オーパ店」がオープン[30]。
  - 6月19日 - 通常営業時間に変更。
- 2021年（令和3年）3月1日 - 運営会社が株式会社OPAからイオンモール株式会社へ変更[14]。
- 2022年（令和4年）10月21日 - 地下1階に「サイゼリヤ秋田OPA店」がオープン。
- 2023年（令和5年）
  - 2月5日 - 「タワーレコード秋田オーパ店」閉店[19]。
  - 2月10日 - 秋田市から秋田オーパが「令和4年度秋田市事業系一般廃棄物減量等優良事業者」として表彰[32]。
  - 5月10日 - 秋田中央警察署員や従業員などおよそ40人にて、テロ対策訓練を実施[33]。
  - 7月15日 - 県内記録的大雨の影響により、15時にて全館閉店[34]。
  - 7月16日 - 臨時休業[35]。
  - 7月17日 - 営業再開。
- 2024年（令和6年）
  - 6月13日 - 午前10時5分ごろ、敷地内にて男性が倒れているのを警備員が発見し消防へ通報。病院へ搬送されるも、その後死亡を確認[36]。事件性はなく、上の階からの転落死の可能性[37]。
  - 8月25日 - 秋田ヘアビューティカレッジが、校外では初となるオープンキャンパスを秋田オーパにて開催[38]。秋田で美容を学ぶ学生を支援しようと、秋田オーパが協力[38]。オーパ内の洋品店が一部のモデル衣装を提供[38]。
  - 9月末日 - 有限会社ダイサンが「クレタ・エス」の事業を第三者に譲渡[39]。
  - 11月22日 - 秋田中央警察署員や従業員、警備員など計26人にて、無差別殺傷テロを想定した訓練を実施[40]。
- 2025年（令和7年）
  - 1月3日 - 「秋田で着る和洋折衷キモノ」をテーマに、にかほ市出身の着物インフルエンサー・さんかくによるトークショーを開催[41]
  - 3月31日 - 「クレタ・エス」が閉店[42]。
  - 7月11日 - 6、7階に「駿河屋 秋田オーパ店」がオープン。6階のジュンク堂書店を運営する株式会社丸善ジュンク堂書店によるフランチャイズ店舗で、ジュンク堂書店は売り場面積を縮小する[43]。

## シネマパレ
シネマパレ（Cinema Palais）は、秋田フォーラス8階に所在した映画館。
パレドゥーに転換後、松竹系の邦画・洋画の封切館として、1985年11月30日にオープンし、程なくして東宝の邦画作品のロードショー館へとシフト。イオンモール秋田内にTOHOシネマズ秋田がオープンした以降は、ミニシアター系へと移行し営業を続けた。
2010年代に入り映画撮影や上映方式が徐々にデジタル化していき、県内の映画館も相次いでデジタル上映へと移行。ライバル館の「シアタープレイタウン」はそれに勝てず、2012年12月24日に閉館した。他方、シネマパレはデジタル上映機材を導入せず、引き続き35mm映写機での上映に特化して営業。2014年3月からは月曜日から木曜日の営業を取りやめ、週末名画座シネマパレとして金・土・日曜日のみ、名作映画をフィルム上映するスタイルとなった。
だが、使用していた映写機の老朽化や、フィルム上映出来る作品が少なくなったこと、他館との競合の末に客足が減ったことなどを理由に、秋田フォーラスの閉店を機に、一緒に閉館した。

## ギャラリー

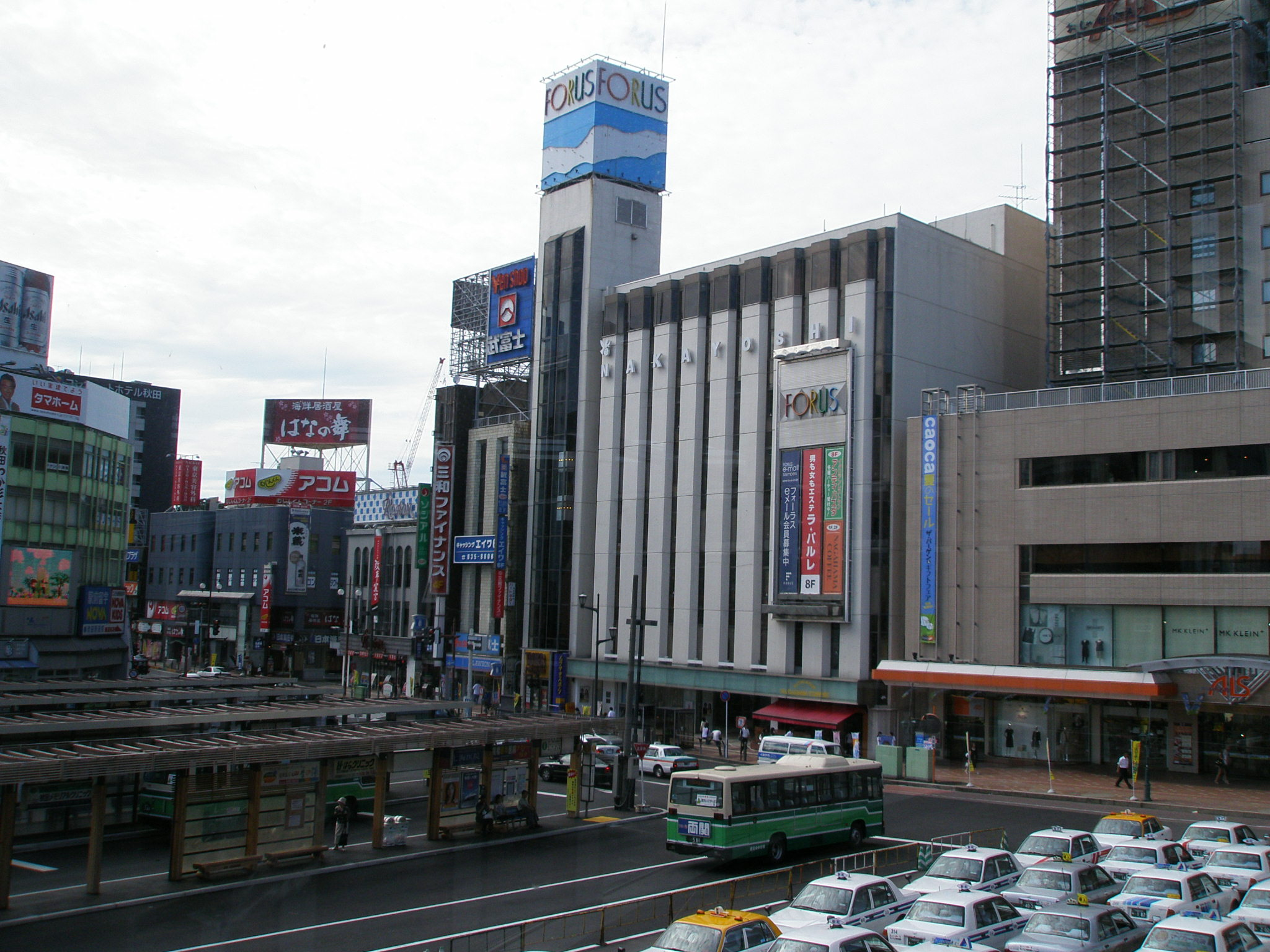
秋田フォーラス（なかよしビル時代、2007年8月）
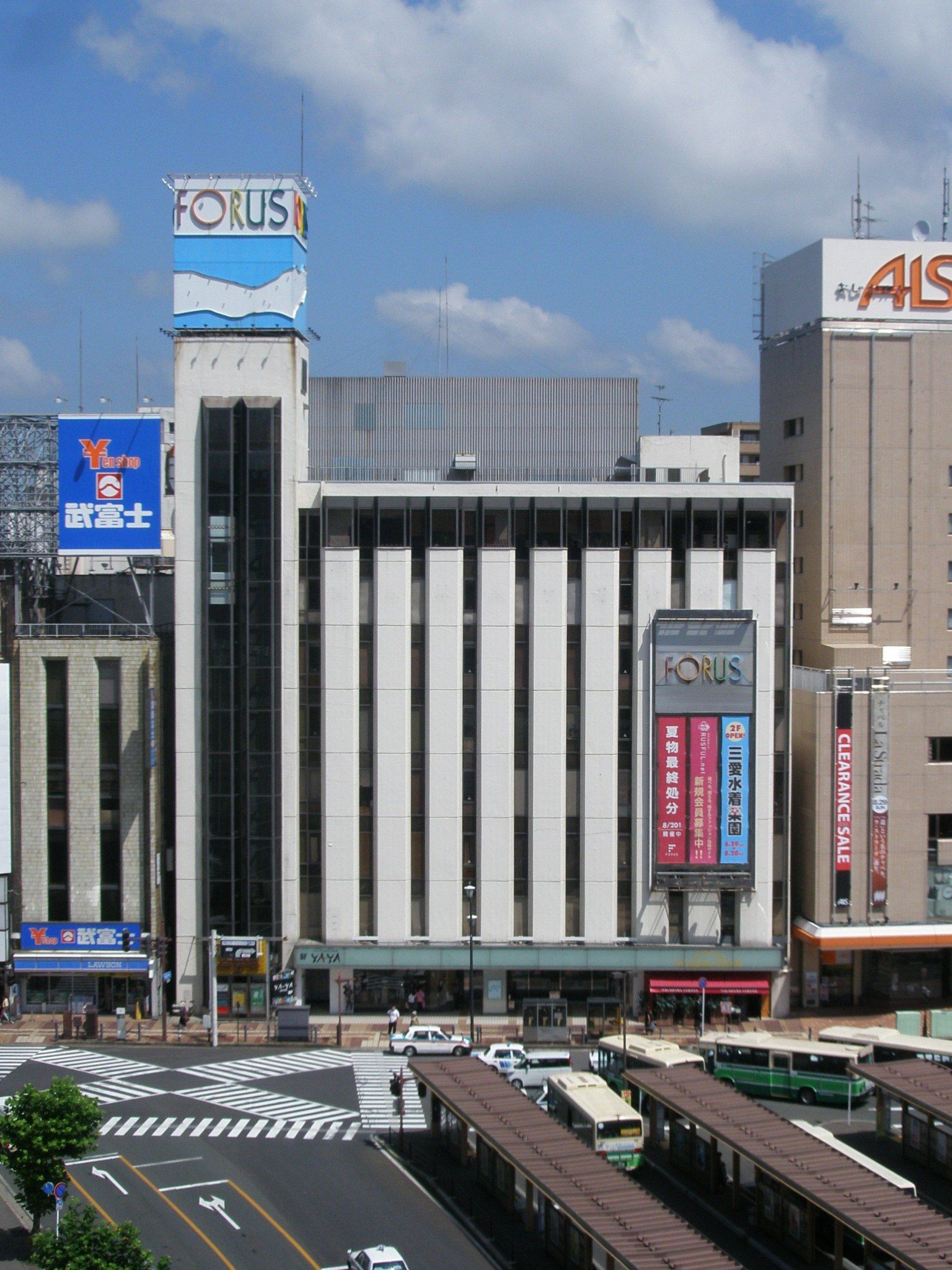
秋田フォーラス（旧ロゴ、2010年8月）
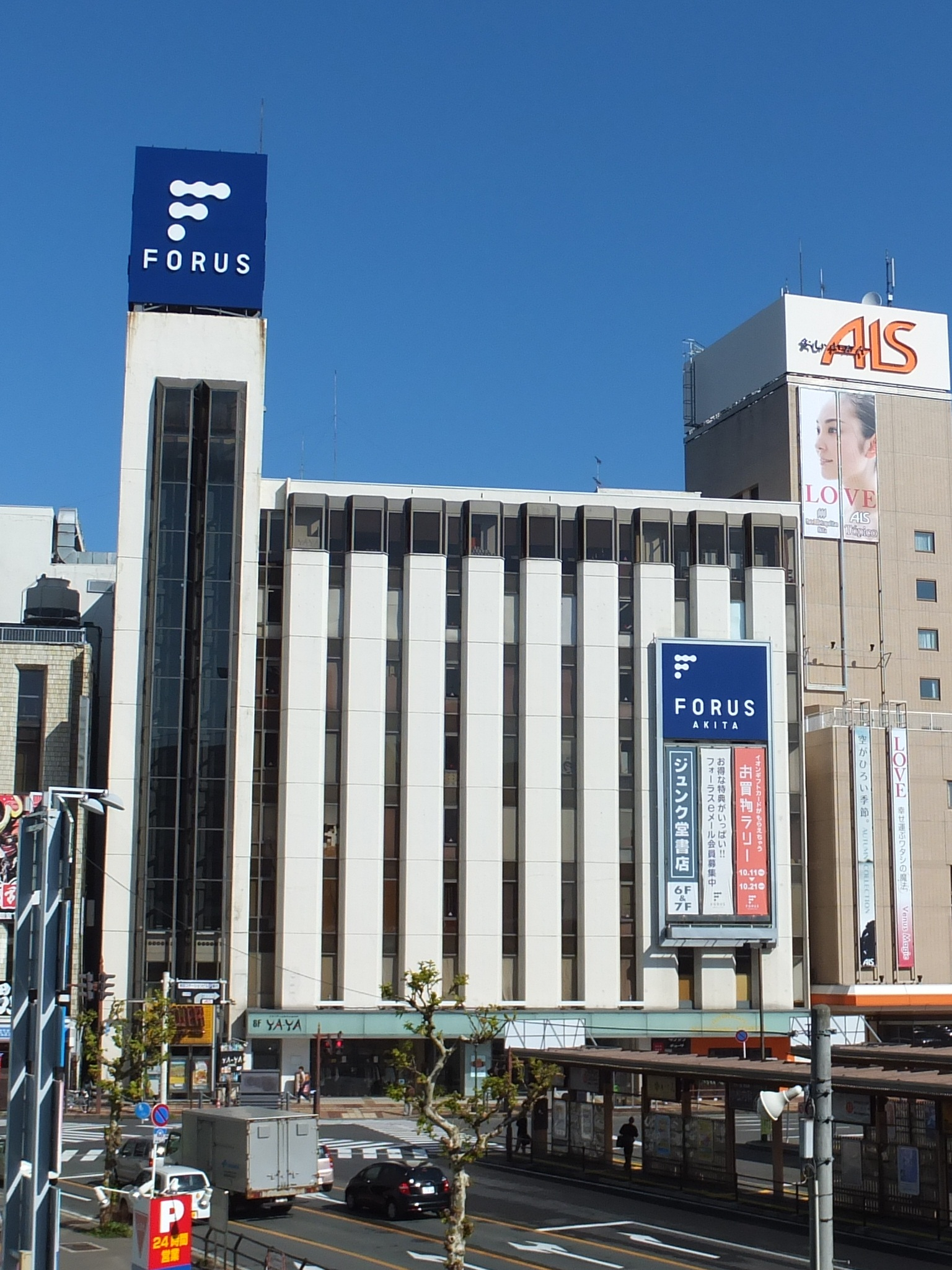
秋田フォーラス（新ロゴ、2012年10月）
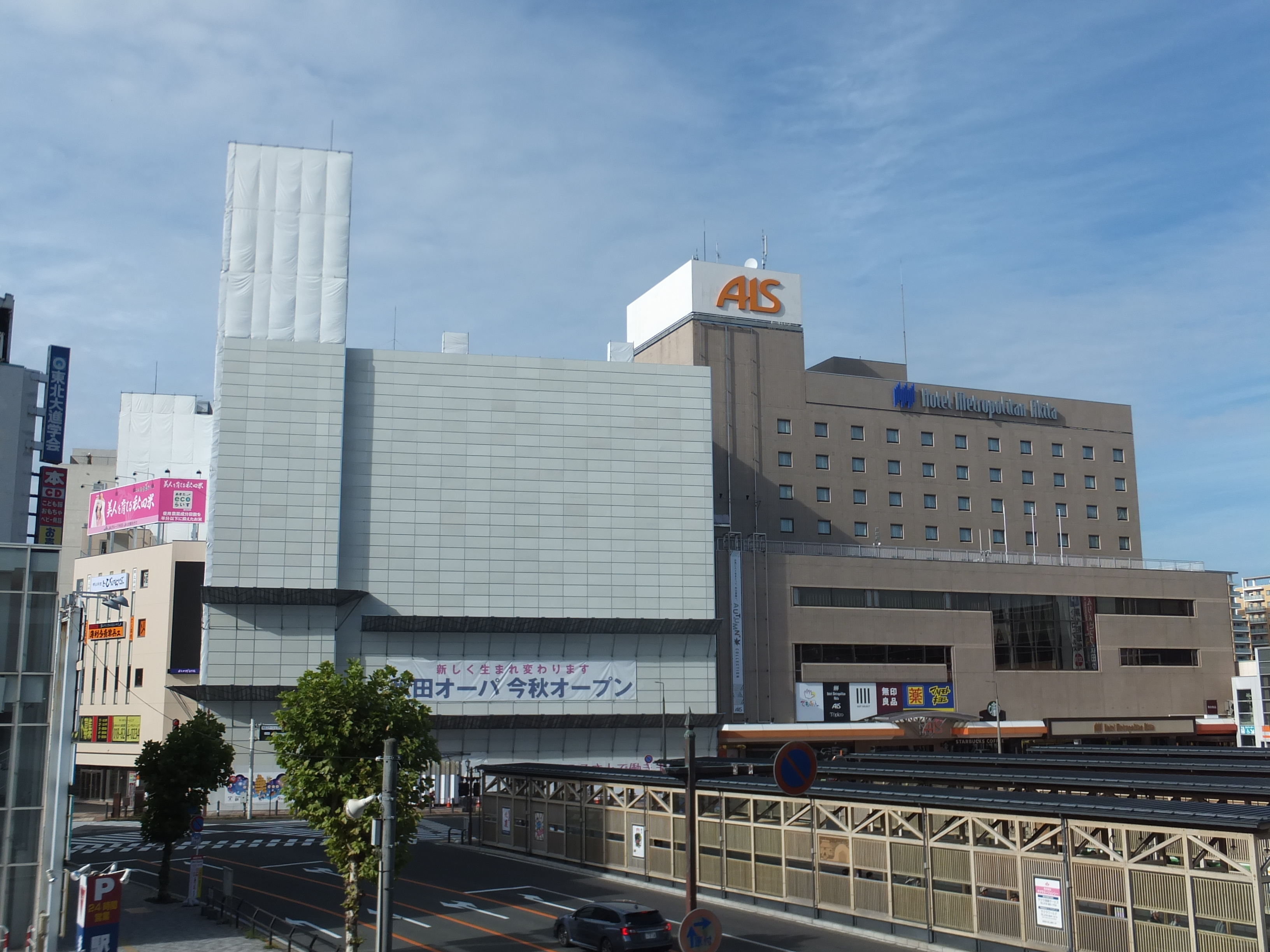
改装工事中の秋田フォーラス（2017年8月）

## テナントに勤務していた人物
- 石垣政和 - 秋田フォーラス7階にあったライブハウス「モーニングムーン」のスタッフだった。
- 佐々木希 - 秋田フォーラスにあったアパレルショップ「流行屋」の元ショップ店員だったことが本人のブログで語られている[48]。働いていた当時、安室奈美恵が来店して驚いたことを日本テレビ系バラエティ番組『誰だって波瀾爆笑』で述べている[49]。